# TBS女子アナ 日本歴史探訪
『TBS女子アナ 日本歴史探訪』（ティービーエスじょしあな にほんれきしたんぼう）は、TBSチャンネルで2013年11月から放送されている紀行番組。TBSオンデマンドでも配信。

## 概要
TBSチャンネルのオリジナル番組。TBS若手女性アナウンサーが、街に眠る古き良き時代の息吹をもとめて全国を巡る紀行番組。番組では毎回アナウンサー1人が日本の名所を訪ね、その土地の歴史や文化に触れながらオススメの人気スポットやグルメを体験する。
出演者のうち、田中みな実は2014年9月にTBSを退社しているが、例外的に同年10月以降もリピート放送する予定。
姉妹番組として「TBS女子アナ 鉄道の旅」が2014年から制作されている。

## 出演
TBS女子アナ
- 江藤愛
- 佐藤渚
- 田中みな実

その他
- シャバ駄馬男（#3）
- 大松しんじ（#6）

## スタッフ
- ナレーター：佐々木正洋（#1,2）、向井政生（#3- ）
- 構成：林田晋一、片岡章博
- 編集：賀古勝利
- MA：村尾博一、森司朗
- 音効：赤座聡子
- 技術協力：ジーリンクスタジオ、ジェイ・クルー（#1）、朝日メディアブレーン（#2）、ユニカム（#4）、映像新社（#5）、広島放送（#6）
- 企画協力：イッツ・コミュニケーションズ（#1）、TOKAIケーブルネットワーク（#2）、CNA（#3）、MCN（#4）、U-net（#5）、HICAT（#6）
- AD：桑原友香
- AP：鈴木麻美子、田久保潤子、松井菜穂
- ディレクター：高見澤博光、鈴木竜哉、三浦進、金原永知、宮本稔
- プロデューサー：矢島公紀（TBS）、前田利博
- 制作協力：マックスコム、オイコーポレーション
- 製作著作：TBS

## 放送時間
毎月最終日曜日 深夜（初回放送）
- 第1-5回：23:00 - 23:30 TBSチャンネル2
- 第6回：25:00 - 25:30 TBSチャンネル1

## 放送内容
| 各回 | 初回放送       | タイトル                                        |
| ---- | -------------- | ----------------------------------------------- |
| 1    | 2013年11月24日 | 江藤愛・東急田園都市線                          |
| 2    | 2013年12月22日 | 佐藤渚・東海道 由比の宿                         |
| 3    | 2014年1月26日  | 佐藤渚・秋田 男鹿半島                           |
| 4    | 2014年2月23日  | 田中みな実・宮崎 昭和ハネムーン紀行             |
| 5    | 2014年3月30日  | 江藤愛・大分 臼杵〜西洋と東洋が交錯する城下町〜 |
| 6    | 2014年4月28日  | 江藤愛・広島電鉄の旅                            |